# Şadi Üçüncü
Pour les articles homonymes, voir Üçüncü.
Şadi Üçüncü (Turquie, 1948-Allemagne, 18 février 2004) est un écrivain turco-allemand.
Après l'école secondaire et l'université d'Istanbul, Üçüncü s'installa en Allemagne en 1974, où il a obtenu un doctorat en administration des affaires.

## Œuvres
- Die Stellung der Frau in der türkischen Gesellschaft (1979)
- Integrationshemmender Faktor: Ausländerfeindlichkeit in der Bundesrepublik Deutschland (1984)
- Überblick zur Theorie der Ausländerfeindlichkeit.
- Freund, gib mir deine Hand, 1986
- Fremde in mir (1988).
- Gedichte für Frieden (1991)
- Die Fremdheit in Europa. Gedichte gegen Ausländerhass und über die Liebe (1994)
- Zusammen mit Dir, 2003